# 科雷马斯
科雷马斯是巴西帕拉伊巴州的一个市镇。总面积379.491平方公里，总人口15607人，人口密度41.1人/平方公里。